# Dar el Quebdani
Dar el Quebdani (en rifeño: Dar Lkebdani, ⴷⴰⵔ ⵍⴽⴻⴱⴷⴰⵏⵉ; en árabe: دار الكبداني‎, en francés: Dar El Kebdani) es una comuna rural marroquí de la provincia de Driuch, en la región Oriental. Desde 1912 hasta 1956 perteneció a la zona norte del Protectorado español de Marruecos. En el centro urbano hay dos mezquitas: la de Quebdani y la de Suk.

## Geografía
Está situada a 50 km de Nador y a 80 km de Alhucemas.

## Historia
La fundación de este pueblo data de aproximadamente 1912. En los años noventa, muchos habitantes de las urbanizaciones de este pueblo emigraron a Europa, cuya mayoría se estableció en Holanda y en España.